# Йохан Гюнтер II (Шварцбург-Зондерсхаузен)
Йохан Гюнтер II фон Шварцбург-Зондерсхаузен (на немски: Johann Günther II von Schwarzburg-Sondershausen; * 3 май 1577, Зондерсхаузен; † 16 декември 1631, Зондерсхаузен) е от 1599 до 1631 г. граф на Шварцбург-Зондерсхаузен.

## Биография
Той е син на граф Йохан Гюнтер I фон Шварцбург-Зондерсхаузен (1532 – 1586) и съпругата му Анна фон Олденбург (1539 – 1579), дъщеря на граф Антон I фон Делменхорст и Олденбург.
При смъртта на баща му през 1586 г. Йохан Гюнтер II е малолетен и с братята си е под опекунството на графовете Йохан VII (1540 – 1603) и Антон II (1550 – 1619) фон Олденбург. От 1593 г. той управлява заедно с братята си Гюнтер XLII (1570 – 1643), Антон Хайнрих (1571 – 1638) и Христиан Гюнтер I (1578 – 1642).
Йохан Гюнтер II умира неженен и без деца през 1631 г.